# فرنسيس لومير
فرنسيس لومير (بالفرنسية: Francis Lemaire)‏ (و. 1936 – 2013 م) هو ممثل، من بلجيكا، توفي في باريس، عن عمر يناهز 77 عاماً.

## وصلات خارجية
- فرنسيس لومير على موقع IMDb (الإنجليزية)
- فرنسيس لومير على موقع ألو سيني (الفرنسية)
- فرنسيس لومير على موقع ميوزك برينز (الإنجليزية)
- فرنسيس لومير على موقع قاعدة بيانات الأفلام السويدية (السويدية)
- فرنسيس لومير على موقع قاعدة بيانات الفيلم (الإنجليزية)
- فرنسيس لومير على موقع كينوبويسك (الروسية)